# Kráľovce
Kráľovce (in ungherese Királynépe) è un comune della Slovacchia facente parte del distretto di Košice-okolie, nella regione di Košice.